# Marie Antoinette van Oostenrijk
Maria Antonia Josepha Johanna (Wenen, 2 november 1755 — Parijs, 16 oktober 1793), in het Frans bekend als Marie-Antoinette, was de echtgenote van koning Lodewijk XVI van Frankrijk en dus koningin van Frankrijk.

## Kinderjaren
Marie Antoinette werd op 2 november 1755 geboren in het keizerlijk paleis te Wenen, de Hofburg, als aartshertogin van Oostenrijk. Dat ze geboren werd op Allerzielen, het katholieke feest waarop de overledenen herdacht worden, werd gezien als een ongunstig voorteken.

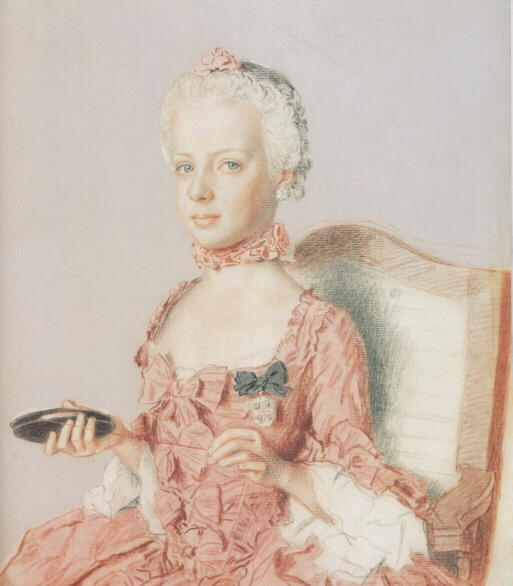
Portret in pastel door J.-E. Liotard van de 7-jarige Marie Antoinette met de Orde van het Sterrenkruis

Ze was de jongste dochter en het op een na jongste kind van keizer Frans I Stefan van het Heilige Roomse Rijk en keizerin Maria Theresia van Oostenrijk. Haar overgrootvader aan vaderszijde was hertog Filips I van Orléans. Daardoor was Marie Antoinette, evenals haar latere echtgenoot, een nakomeling van koning Lodewijk XIII van Frankrijk. Via haar overgrootmoeder Liselotte van de Palts (1652-1722) stamde ze af van Willem van Oranje (1533-1584). Ze bouwde een goede band op met haar broers en zussen, alleen met haar dertien jaar oudere zus aartshertogin Maria Christina, de favoriete dochter van keizerin Maria Theresia, kon Madame Antoine (zoals ze aan het Oostenrijkse hof bekendstond) het minder goed vinden.
In augustus 1765 overleed de vader van Marie Antoinette, keizer Frans I, na een onverwachte beroerte. Zijn dood was een grote schok voor de keizerlijke familie. Met name de keizerin was in diepe rouw gedompeld. Marie Antoinettes oudste broer Jozef werd de nieuwe keizer van het Heilige Roomse Rijk. Na zijn troonsbestijging werden enkele zussen van Marie Antoinette uitgehuwelijkt, vooral ter bekrachtiging van de vrede die kort voordien was gesloten na de Zevenjarige Oorlog tussen Oostenrijk en Napels, Parma, Rusland en in het bijzonder de aartsvijand van Oostenrijk, Frankrijk. Aartshertogin Maria Josepha (1751-1767) werd beloofd aan koning Ferdinand van Napels. De latere hertog Ferdinand van Parma mocht kiezen uit de overgebleven aartshertoginnen.
In 1767 braken de pokken uit in de keizerlijke familie. Marie Antoinette had deze ziekte al in haar jeugd gehad en was er dus immuun voor. De eerste die stierf was de vrouw van keizer Jozef II, Maria Josepha van Beieren. Ook Jozef zelf overleed bijna aan de pokken. Later stierf Marie Antoinettes oudere zus Maria Josepha. Een andere zus, Elisabeth, overleefde de pokken maar hield er ernstige littekens in haar gezicht aan over, waardoor ze niet meer uitgehuwelijkt kon worden. Om de koning van Napels niet teleur te stellen, kreeg hij een andere zus van Marie Antoinette, aartshertogin Maria Carolina. Aartshertogin Maria Amalia werd uiteindelijk uitgehuwelijkt aan Ferdinand van Parma. Door deze huwelijken bleef alleen Marie Antoinette nog over als toekomstige bruid voor de Franse dauphin, Lodewijk Augustus.

## Huwelijk

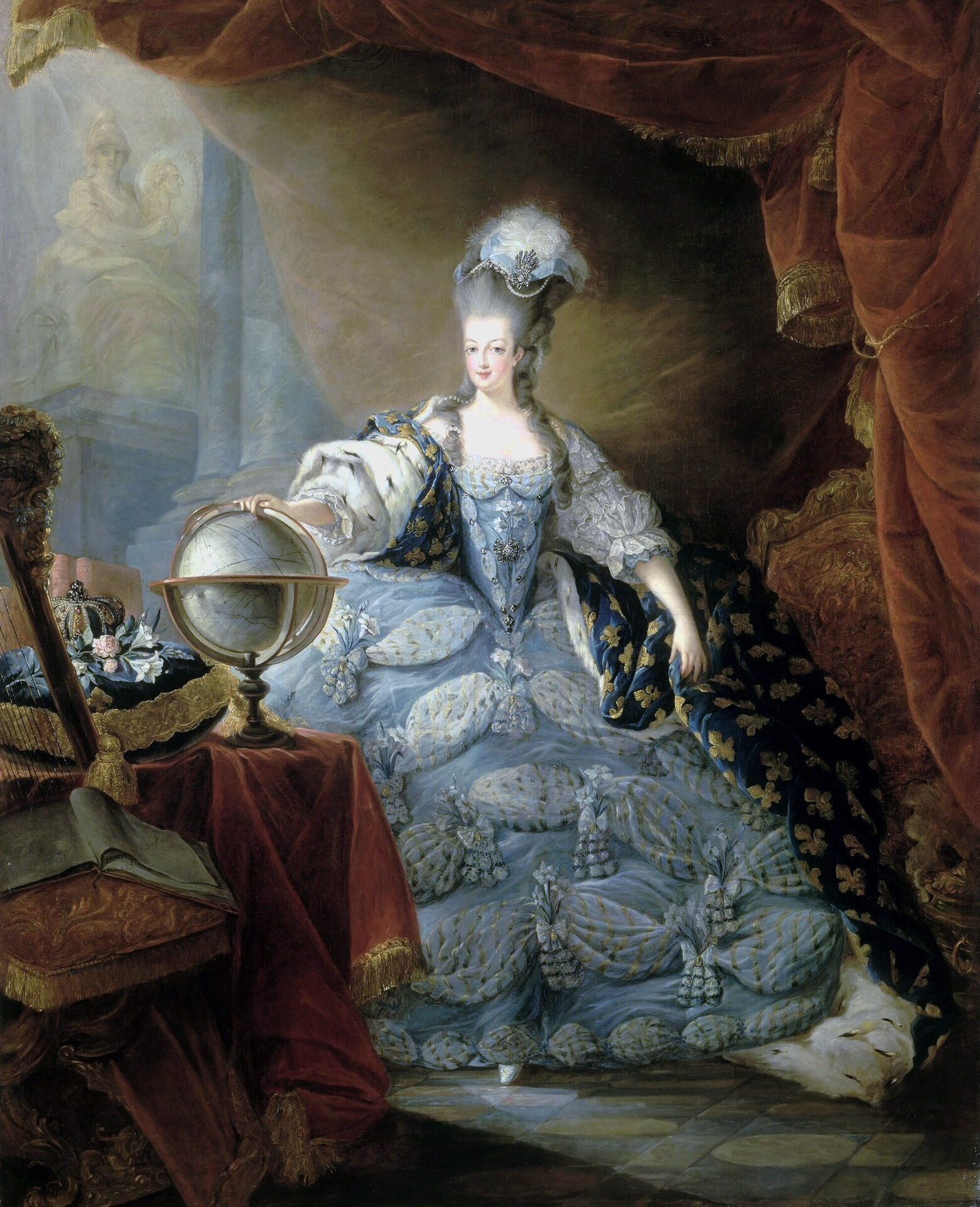
Portret als 19-jarige in robe de cour (J.-B. Gautier Dagoty, 1775, Kasteel van Versailles)

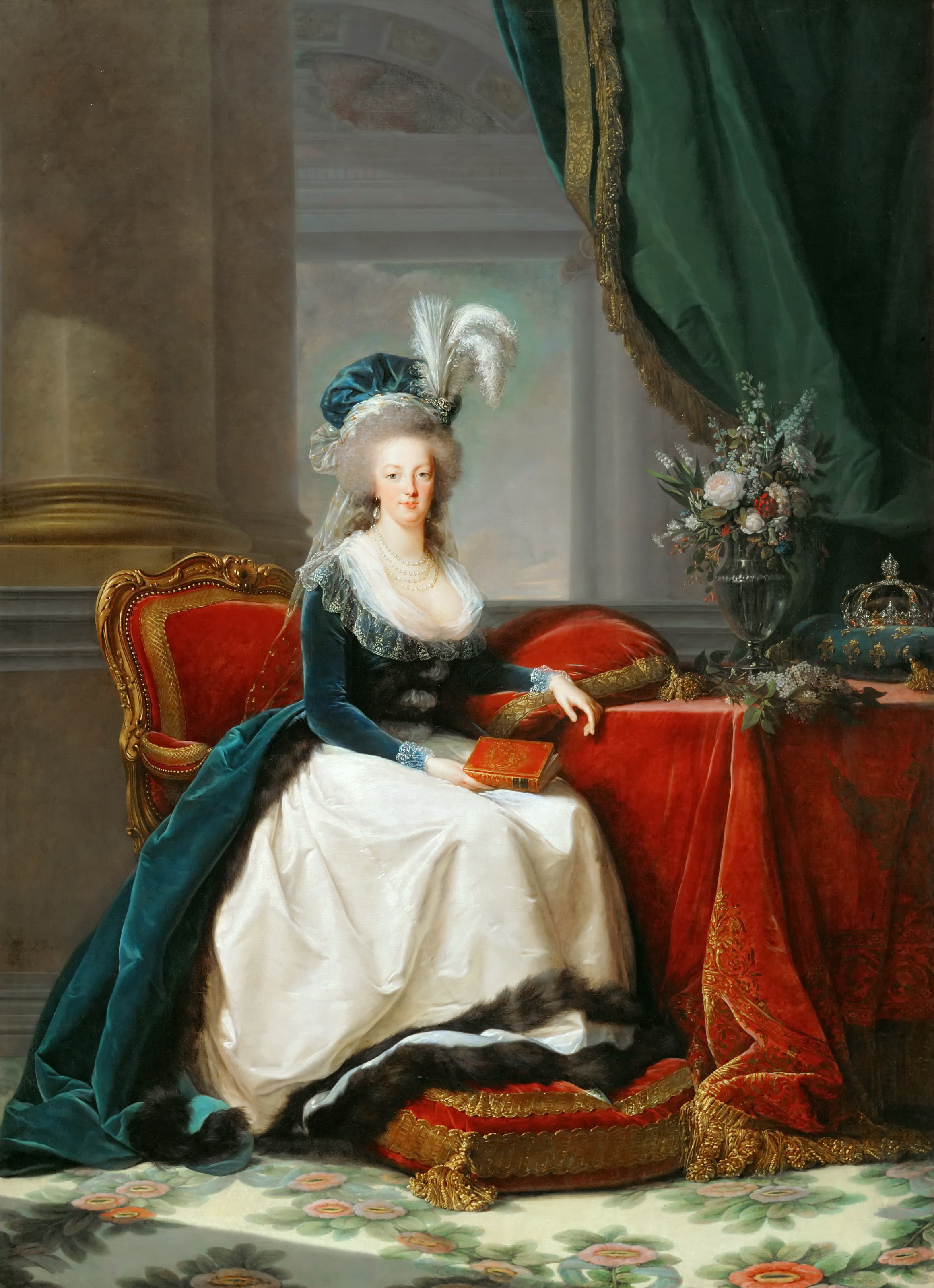
Portret op gevorderde leeftijd; de koningin ging zich conservatiever kleden (Élisabeth Vigée-Le Brun, 1788, Kasteel van Versailles)

Na vele onderhandelingen trouwde Marie Antoinette uiteindelijk op 19 april 1770 bij volmacht met de Franse dauphin (kroonprins). De kleine huwelijksceremonie vond plaats in Wenen. Aangezien de dauphin zelf niet aanwezig kon zijn, was haar broer, aartshertog Ferdinand, gevolmachtigd. Na de ceremonie werd Marie Antoinette (nu officieel kroonprinses van Frankrijk) naar de Franse grens gebracht, waar ze op 7 mei 1770 officieel aan de Fransen werd overgedragen. Bij de officiële overdracht waren de Comte en Comtesse de Noailles aanwezig. Deze laatste werd later door koning Lodewijk XV van Frankrijk aangewezen als hoofd van de hofhouding van Marie Antoinette. Een week na de overdracht aan de Fransen maakte Marie Antoinette voor het eerst kennis met haar echtgenoot en diens tantes (Mesdames de France), de dochters van Lodewijk XV. Voordat ze in Versailles aankwam, maakte ze ook kennis met de jongere broers van Lodewijk Augustus, Lodewijk Stanislaus Xavier, de graaf van Provence en Karel Filips, de graaf van Artois. Deze broers zouden later een belangrijke rol spelen in het leven van Marie Antoinette. Eenmaal in Versailles ontmoette ze de rest van de familie, onder wie ook Madame Elisabeth, de jongere zus van haar echtgenoot, die aan het eind van haar leven haar beste vriendin bleek.
Het ceremoniële huwelijk tussen de dauphin en Marie Antoinette, resp. 15 en 14 jaren jong, vond plaats op 16 mei 1770 in het kasteel van Versailles. Marie Antoinette schonk het leven aan vier kinderen:
- Marie Thérèse (1778–1851)
- Lodewijk Jozef (1781–1789)
- Lodewijk Karel (1785–1795)
- Sophie Beatrix (1786–1787)

Marie Antoinette was aanwezig bij de kroning van Lodewijk XVI, maar werd zelf niet gezalfd of gekroond; deze ceremonie werd niet meer uitgevoerd sinds Maria de' Medici.

## Persoonlijkheid
De persoonlijkheid van Marie Antoinette is een veelbesproken onderwerp. Er zijn schrijvers die in haar karakter de oorzaak van de val van de Franse monarchie zoeken. In haar eigen tijd werd zij op grote schaal bekritiseerd en belasterd. Voor anderen gold en geldt ze als een heilige en martelares.
Aan de opvoeding, het huwelijksleven en het karakter van Marie Antoinette zijn veel studies gewijd. Het is bekend dat zij als nakomertje in het grote keizerlijke gezin weinig aandacht kreeg en dat zij werd overheerst door haar oudere zusters. Dat leverde een blijvende verwijdering op met aartshertogin Maria Christina. De in Napels woonachtige Maria Carolina was haar favoriete zus. De jonge prinses Marie Antoinette hield, zo bekende zij later, niet van haar heerszuchtige moeder, die haar beschouwde als een pion in het politieke spel dat zij speelde en haar altijd voorhield dat zij voor alles de belangen van de Habsburgse dynastie diende te dienen.
Marie Antoinette was een attente en zorgzame moeder. Toen haar jongste dochtertje en oudste zoontje stierven, in respectievelijk 1787 en 1789, was zij ontroostbaar. Ook kon zij attent zijn voor vreemdelingen, blijkens aan aantal bewaard gebleven getuigenissen.
Marie Antoinette had geen diepgaande belangstelling voor politiek, cultuur of maatschappij en was slecht opgeleid. Ze sprak slechts Duits en tot aan haar huwelijk matig Frans. Haar Italiaans was daarentegen voortreffelijk en verder speelde ze uitstekend klavecimbel. Pogingen om boeken te lezen mislukten, doordat ze snel was afgeleid. Oppervlakkige pleziertjes trokken haar meer dan serieuze zaken en in gesprekken sprong ze van de hak op de tak. Ze kon zich moeilijk concentreren.
Op oudere hovelingen maakte ze een slechte indruk. Ze vermaakte zich het liefst met een groepje jonge mensen die vooral knap en amusant moesten zijn. Zo nam zij de oudere dames en heren, die nu werden genegeerd, tegen zich in, wat zich uiteindelijk tegen haar keerde.
Hoewel haar politieke interesse beperkt was, had zij er al vanaf de troonsbestijging van haar echtgenoot Lodewijk XVI bemoeienissen mee. Vooral vanaf 1781 was haar invloed op de koninklijke beslissingen zeer groot. Daarbij werd haar vaak verweten dat ze ten faveure van Oostenrijk handelde in plaats van ten faveure van haar nieuwe vaderland. In de loop der jaren werd ze in verband gebracht met talrijke schandalen. Ook verscheen ze veelvuldig op anti-monarchistische pamfletten. Marie Antoinette was nooit echt populair bij de Fransen.
Stefan Zweig stelt haar in zijn psychologische biografie voor als een leeghoofd dat pas na de loutering van het verlies van twee van haar kinderen en onder de dreiging van de revolutie volwassen werd. Haar hofdame Lucy Dillon, markiezin de la Tour du Pin, beschreef haar gebrek aan tact en haar slecht ontwikkelde mensenkennis. Volgens Dillon vertrouwde Marie Antoinette vaak de verkeerde mensen en wantrouwde ze degenen die haar echt konden helpen. Daardoor was haar bemoeienis met de politiek rampzalig, ook al, omdat zij vanuit haar geïsoleerde positie in het kasteel van Versailles de Fransen en Frankrijk slecht kende.

## Proces en terechtstelling

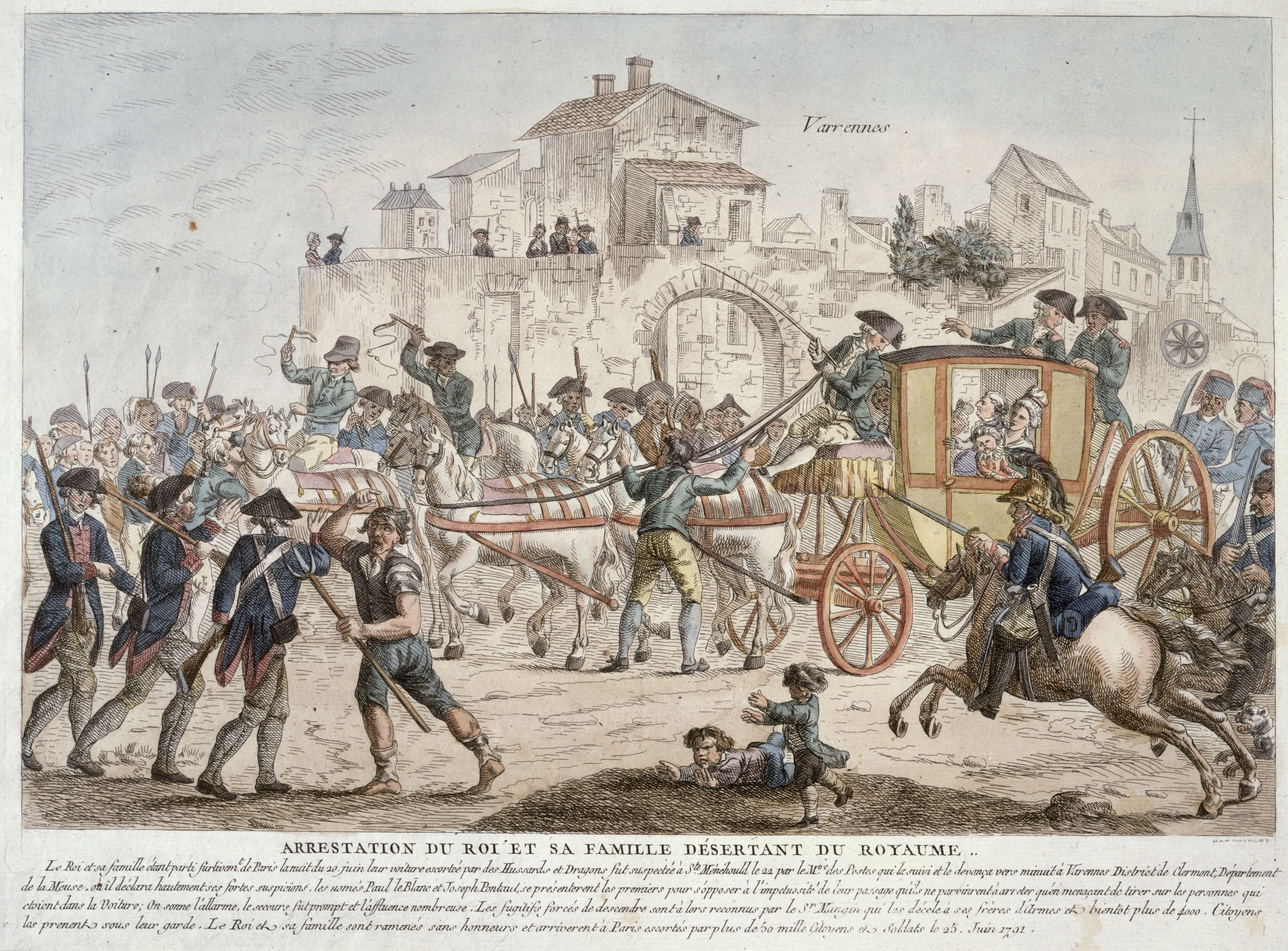
Arrestatie van de koninklijke familie in Varennes tijdens hun vluchtpoging in de nacht van 21 op 22 juni 1791 (anoniem, na 1791, Musée Carnavalet)

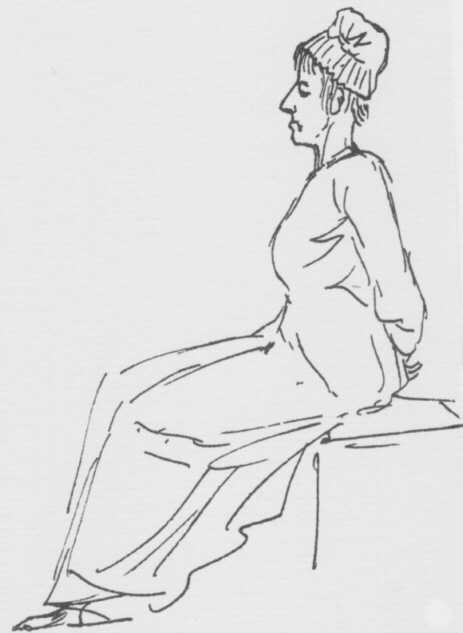
Tekening van Marie Antoinette, op weg naar het schavot, Jacques-Louis David

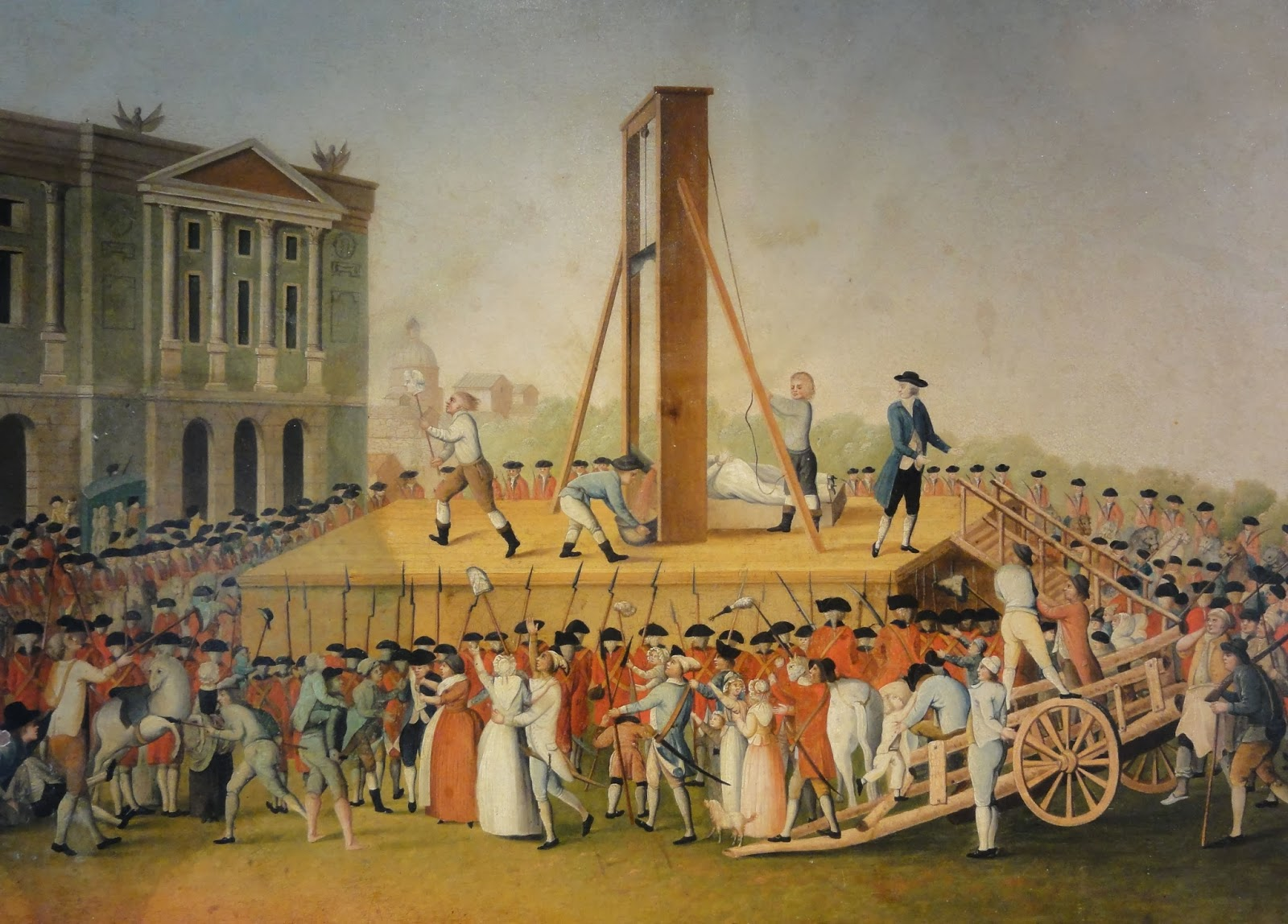
Executie van Marie Antoinette op de Place de la Révolution, 16 oktober 1793

Tijdens de Franse Revolutie werd de koninklijke familie weggehaald uit Versailles en in de Tuilerieën ondergebracht als constitutionele monarchen. In de praktijk hadden ze geen bewegingsvrijheid. De mislukte poging om naar de vesting van Montmédy te vluchten (de zogenaamde Vlucht naar Varennes; ze werden in Varennes opgepakt) werd hun door de pers zwaar aangerekend. Naarmate de oorlog met Oostenrijk ten nadele van Frankrijk uitviel en de vijand de hoofdstad naderde werd het gepeupel in Parijs steeds extremer. In augustus 1792 vielen de sansculotten het Tuilerieënpaleis aan, brachten de Wetgevende Vergadering ten val en sloten de koninklijke familie op in de Tour du Temple in Parijs. Al snel werd duidelijk dat hun lot bezegeld was. De nieuw verkozen Convention zette de koning af, hield een schijnproces waarbij alle rechtsregels met voeten getreden werden en koos ervoor om de koning geen verbanning of verdere opsluiting te gunnen. Op 21 januari 1793 werd Lodewijk XVI terechtgesteld. In oktober van dat jaar begon de rechtszaak tegen Marie Antoinette voor het Revolutionair Tribunaal, waarin zij van samenzwering tegen de Franse Republiek en nog een samenraapsel van verzonnen aanklachten, waaronder incest met haar zoontje, werd beschuldigd. De jury kreeg uiteindelijk slechts vier vragen voorgelegd:
1. Hebben er manoeuvres en contacten bestaan met buitenlandse mogendheden en externe vijanden van de Republiek, om hun geld te geven en hun de toegang tot het Franse grondgebied te verschaffen, en hun legers te helpen?
2. Heeft Marie Antoinette van Oostenrijk (…) meegewerkt aan deze manoeuvres en contacten?
3. Heeft er een complot en samenzwering bestaan om een burgeroorlog te ontketenen in de Republiek?
4. Heeft Marie Antoinette deelgenomen aan dit complot?

De aanklager, Antoine Fouquier-Tinville, had geen enkel bewijs. Om de jury over de streep te krijgen voegde Robespierre de dokter van Marie Antoinette aan de jury toe, die hen wijsmaakte dat de koningin hoe dan ook niet lang meer te leven had. Zij werd schuldig bevonden en ter dood veroordeeld. Pogingen om haar broer, de nieuwe keizer Leopold II, te hulp te roepen, mislukten. Tijdens haar gevangenschap in de Conciergerie, in de krochten van het Palais de la Cité, wachtte de koningin gelaten op haar lot.
De tweeënhalve maand durende gevangenschap in de Conciergerie was zeer zwaar, ondanks het feit dat ze een aantal goede mensen om zich heen had. Zo was er het dienstmeisje Rosalie, dat ervoor zorgde dat er achter het bed een wandtapijt kwam te hangen, zodat het niet al te vochtig was. Ook zorgde Rosalie voor redelijk eten, dat ze vaak had gekregen van Parijse marktvrouwen die zo langzamerhand wel medelijden hadden met hun voormalige vorstin. Wel was er in de cel van Marie Antoinette voortdurend bewaking. De twee bewakers namen plaats achter een kamerscherm dat daar opgesteld was. Veel privacy was er dus niet voor de koningin en Marie Antoinette beklaagde zich daar meermaals over. Voordat ze de gevangenis verliet om onthoofd te worden, kreeg ze een priester toegewezen die ze echter weigerde. In haar bijbel schreef ze 's nachts om vijf uur dat ze geen tranen meer had om voor haar arme kinderen te huilen. Verder stelde ze haar testament op. Dit testament, dat bestemd was voor haar schoonzus Elisabeth, bereikte nooit de geadresseerde en werd jaren later in de paperassen van Robespierre teruggevonden. In dit document vroeg Marie Antoinette haar kinderen de dood van hun vader en moeder niet te wreken. Ook kwam zij terug op de pijnlijke beschuldiging van incest, niet alleen van haarzelf maar ook van Elisabeth. Marie Antoinette schreef dat haar schoonzus het voorval snel moest vergeten en dat zij (Elisabeth) ook wel wist hoe gemakkelijk kinderen woorden in de mond gelegd konden worden.
Nadat haar haren waren afgeknipt, zodat de valbijl ongehinderd zijn werk kon doen, werd Marie Antoinette op 16 oktober 1793 naar de guillotine gebracht op de Place de la Révolution, zoals de Place de la Concorde toen heette. Voorafgaand aan de executie waren veel Parijzenaars uitgelopen om getuige te zijn van dit spektakel. Langs de hele route stonden de mensen te wachten. Om Marie Antoinette nog meer te vernederen, werd ze niet in een afgesloten koets maar op een mestkar naar het schavot gebracht. In de Rue du Faubourg St. Honoré zat op een balkon van een bovenwoning de schilder Jacques-Louis David. Bij het langstrekken van de kar schetste hij de laatste tekening die van Marie Antoinette bekend is. Hij tekende haar met haar Habsburgse onderlip, haar mond minachtend samengeknepen. Gedurende de tocht naar het schavot toonde Marie Antoinette niet één keer angst, wat de Parijzenaars enigszins tegenviel. Anders zou dit zijn bij de voormalige maîtresse van Lodewijk XV, Madame du Barry, die zo hard zou schreeuwen dat de mensen straten verderop nog kippenvel hadden.
Op het schavot werd ze door het Parijse volk nogmaals vernederd en bespot. Het verhaal gaat dat toen de Parijse meester-beul Charles-Henri Sanson haar gebood op het schavot te komen, ze dit zo gehaast deed dat ze per ongeluk op de voet van Sanson stapte. In haar laatste ogenblikken zou ze zich hiervoor verontschuldigd hebben met de woorden: 
Monsieur, je vous demande excuse, je ne l’ai pas fait exprès (Meneer, mijn excuses, ik heb het niet expres gedaan).
Nadat haar hoofd gevallen was, doopten veel mensen hun mouwen in haar bloed.
De dienstdoende ambtenaar van de stad Parijs meldde later dat het lichaam van Marie Antoinette met het hoofd tussen de benen begraven was op het kerkhof van het klooster Madeleine. Tevens waren haar stoffelijke resten bedekt met een laag ongebluste kalk. Het kerkhof, dat een bescheiden grootte had, bevond zich vlak bij de grote boulevards (waaronder de Boulevard Haussmann). Het is inmiddels geruimd. Op de plek waar de koninklijke lichamen gevonden zijn, staat nu een boetekapel (chapelle expiatoire). Op de plek waar de koning 29 jaar lang begraven lag, staat nu een marmeren altaar. Op de pilaren staan de laatste wilsbeschikkingen van het koninklijk paar. Marie Antoinette en Lodewijk XVI zelf werden 29 jaar na hun oneervolle begrafenis opgegraven en bijgezet in de crypte van de basiliek van Saint-Denis. Dit gebeurde in opdracht van de broer van Lodewijk, Lodewijk XVIII. Op de Place de la Concorde (waar tijdens de Revolutie de guillotine stond) bevindt zich een gedenkplaat ter herinnering aan de onthoofding van het koninklijk paar.

## Reputatie en nalatenschap
Als dauphine en koningin werd Marie Antoinette geacht de toon in de mode te zetten, maar haar overdreven hoge kapsels en haar hartstocht voor sieraden met diamanten, kostbaar Japans lakwerk, meubels met ingelegd parelmoer en versteend hout en haar hoge kleermakersrekeningen wekten ergernis in een land dat aan de rand van een bankroet stond. Marie Antoinette gaf veel meer geld uit dan in haar toelage was voorzien, maar de koning betaalde altijd haar schulden. Pas toen ze als Madame Déficit (Mevrouw Staatsschuld) verafschuwd werd, kwam ze tot inkeer. Toen was het echter te laat.

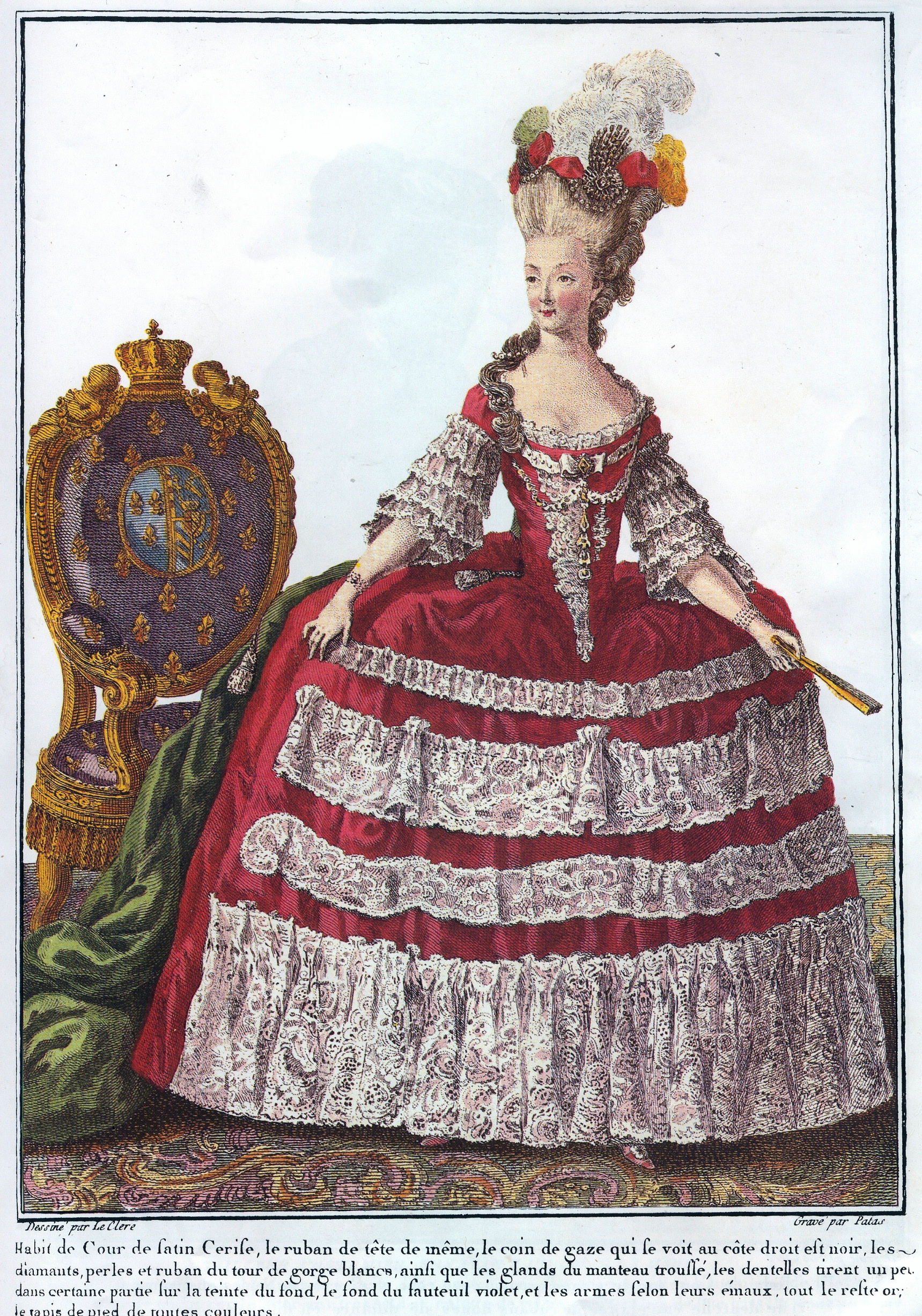
Gravure van Marie Antoinette in hofkledij; galerie des Modes

De koningin was zeer modebewust en keek niet op geld. Zo verscheen er van haar een gravure in Galerie des Modes als modebewuste vorstin. Ook besteedde ze geld aan projecten op haar landgoed. Van haar echtgenoot kreeg ze het Petit Trianon, waar ze haar eigen kleine theater liet bouwen. In Versailles liet ze ook Le Hameau de la Reine oprichten; een nagemaakte (luxe-)uitvoering van een boerendorpje, waar ze ver weg van het protocol boerin kon spelen. Met dit speeldorpje volgde Marie Antoinette het voorbeeld van andere edellieden; ook haar aangetrouwde tantes bezaten zulke dorpjes op hun landgoederen. In tegenstelling tot wat wel beweerd wordt, heeft de koningin echter nooit koeien gemolken.
De koningin stond ook bekend om haar schitterende collectie juwelen. Veel stukken zijn in de loop der tijd verloren gegaan en alleen nog te bewonderen op indrukwekkende portretten. Sommige juwelen hebben eeuwige roem verworven, zoals de diamanten halsketting dat onderwerp was van een groot schandaal, de diamanten-halssnoeraffaire, maar dat Marie Antoinette nooit in haar bezit heeft gehad.
Na haar dertigste begon Marie Antoinette, nu corpulenter en volgens de normen van haar tijd van middelbare leeftijd, veel rustiger en bedachtzamer te leven. Haar laatste grote aanschaf, voor 6 miljoen livres, was het kasteel van Saint-Cloud, waar ze veel mensen tegen zich in het harnas joeg door de lakeien háár kleuren te laten dragen, in plaats van die van haar echtgenoot. De dure aankoop en de breuk met de traditie dat de koning de heer des huizes is, waren een bron van ergernis voor de Fransen.
Geruchten dat Marie Antoinette lesbisch, biseksueel of nymfomaan zou zijn geweest, zijn nooit bewezen. Haar tegenstanders brachten roddels over haar in omloop waarin zij zich te buiten ging aan seks met Jan en alleman, met haar zwager en met de prinses de Lamballe. Daarvoor ontbreekt elk bewijs. Wel is bekend dat ze tegen het einde van haar leven, met medeweten van de koning, een relatie had met Axel von Fersen. De prins de Ligne, een Zuid-Nederlandse edelman die een tijd aan het Franse hof doorbracht, spreekt in zijn memoires terloops van “een aantal minnaars uit het buitenland”, maar noemt geen namen.

### “Laat ze cake eten!”
Volgens een bekend verhaal zou Marie Antoinette, toen ze vernam dat het Franse volk geen brood had om te eten, hebben gezegd: “S'ils n'ont pas de pain qu'ils mangent de la brioche!” (meestal vertaald als: “Als ze geen brood hebben, laat ze dan cake eten!”), daarmee duidelijk makend dat ze geen flauw benul had van de ware situatie waarin het volk verkeerde.
Of ze deze woorden ooit echt gezegd heeft en in deze context, is historisch twijfelachtig. Het verhaal wordt dan ook gezien als een verzinsel dat als broodjeaapverhaal aan meerdere personen is toegeschreven. De zin komt voor het eerst naar voren in Jean-Jacques Rousseaus autobiografie Confessions, voltooid in 1769, postuum gepubliceerd in 1782. Daarin wordt de uitspraak toegeschreven aan een niet bij naam genoemde "grote prinses". Marie Antoinette verbleef nog niet in Frankrijk toen Rousseau dit schreef. Het was in 1843 de romanschrijver en journalist Alphonse Karr, die de zin als eerste in verband bracht met Marie Antoinette, zij het als een gerucht verspreid door haar vijanden. De verhalende context van de Mars op Versailles werd in 1931 bedacht in het populaire Duitse kinderboek Puntje en Anton van Erich Kästner. De zin is nadien ook aan andere prinsessen uit de Franse koninklijke familie toegeschreven. Ondanks de historische onjuistheid ervan blijven de woorden toch onlosmakelijk met Marie Antoinette verbonden.
Een verwijzing naar deze uitspraak is te horen in de tekst van het nummer Killer Queen van Queen. Een soortgelijk verhaal doet de ronde in China omtrent een keizer, maar dan met rijst en vlees in plaats van brood en cake.

## Kwartierstaat
| Karel V van Lotharingen (1643-1690) | Karel V van Lotharingen (1643-1690) | Karel V van Lotharingen (1643-1690) | Karel V van Lotharingen (1643-1690) | Karel V van Lotharingen (1643-1690)   | Karel V van Lotharingen (1643-1690)   | Eleonora van Oostenrijk (1653-1697)   | Eleonora van Oostenrijk (1653-1697)   | Eleonora van Oostenrijk (1653-1697)     | Eleonora van Oostenrijk (1653-1697)     | Eleonora van Oostenrijk (1653-1697)        | Eleonora van Oostenrijk (1653-1697)        |                                            |                                            | Filips van Orléans (1640-1701)             | Filips van Orléans (1640-1701)             | Filips van Orléans (1640-1701)              | Filips van Orléans (1640-1701)              | Filips van Orléans (1640-1701)              | Filips van Orléans (1640-1701)              | Elisabeth Charlotte van de Palts (1652-1722) | Elisabeth Charlotte van de Palts (1652-1722) | Elisabeth Charlotte van de Palts (1652-1722) | Elisabeth Charlotte van de Palts (1652-1722) | Elisabeth Charlotte van de Palts (1652-1722) | Elisabeth Charlotte van de Palts (1652-1722) |                                           |                                           | Leopold I van Oostenrijk (1640-1705)      | Leopold I van Oostenrijk (1640-1705)      | Leopold I van Oostenrijk (1640-1705) | Leopold I van Oostenrijk (1640-1705) | Leopold I van Oostenrijk (1640-1705) | Leopold I van Oostenrijk (1640-1705) | Eleonora van Palts-Neuburg (1655-1720) | Eleonora van Palts-Neuburg (1655-1720) | Eleonora van Palts-Neuburg (1655-1720) | Eleonora van Palts-Neuburg (1655-1720) | Eleonora van Palts-Neuburg (1655-1720)    | Eleonora van Palts-Neuburg (1655-1720)    |                                             |                                             | Lodewijk Rudolf van Brunswijk-Wolfenbüttel (1671-1735) | Lodewijk Rudolf van Brunswijk-Wolfenbüttel (1671-1735) | Lodewijk Rudolf van Brunswijk-Wolfenbüttel (1671-1735)     | Lodewijk Rudolf van Brunswijk-Wolfenbüttel (1671-1735)     | Lodewijk Rudolf van Brunswijk-Wolfenbüttel (1671-1735)     | Lodewijk Rudolf van Brunswijk-Wolfenbüttel (1671-1735)     | Christine Luise van Öttingen (1671-1747)                   | Christine Luise van Öttingen (1671-1747)                   | Christine Luise van Öttingen (1671-1747) | Christine Luise van Öttingen (1671-1747) | Christine Luise van Öttingen (1671-1747) | Christine Luise van Öttingen (1671-1747) |  |  |  |  |  |  |  |  |  |  |  |  |  |  |  |  |  |  |  |  |  |  |  |  |  |  |  |  |  |  |  |  |  |  |  |  |  |  |  |  |  |  |  |  |  |  |  |  |
| Karel V van Lotharingen (1643-1690) | Karel V van Lotharingen (1643-1690) | Karel V van Lotharingen (1643-1690) | Karel V van Lotharingen (1643-1690) | Karel V van Lotharingen (1643-1690)   | Karel V van Lotharingen (1643-1690)   | Eleonora van Oostenrijk (1653-1697)   | Eleonora van Oostenrijk (1653-1697)   | Eleonora van Oostenrijk (1653-1697)     | Eleonora van Oostenrijk (1653-1697)     | Eleonora van Oostenrijk (1653-1697)        | Eleonora van Oostenrijk (1653-1697)        |                                            |                                            | Filips van Orléans (1640-1701)             | Filips van Orléans (1640-1701)             | Filips van Orléans (1640-1701)              | Filips van Orléans (1640-1701)              | Filips van Orléans (1640-1701)              | Filips van Orléans (1640-1701)              | Elisabeth Charlotte van de Palts (1652-1722) | Elisabeth Charlotte van de Palts (1652-1722) | Elisabeth Charlotte van de Palts (1652-1722) | Elisabeth Charlotte van de Palts (1652-1722) | Elisabeth Charlotte van de Palts (1652-1722) | Elisabeth Charlotte van de Palts (1652-1722) |                                           |                                           | Leopold I van Oostenrijk (1640-1705)      | Leopold I van Oostenrijk (1640-1705)      | Leopold I van Oostenrijk (1640-1705) | Leopold I van Oostenrijk (1640-1705) | Leopold I van Oostenrijk (1640-1705) | Leopold I van Oostenrijk (1640-1705) | Eleonora van Palts-Neuburg (1655-1720) | Eleonora van Palts-Neuburg (1655-1720) | Eleonora van Palts-Neuburg (1655-1720) | Eleonora van Palts-Neuburg (1655-1720) | Eleonora van Palts-Neuburg (1655-1720)    | Eleonora van Palts-Neuburg (1655-1720)    |                                             |                                             | Lodewijk Rudolf van Brunswijk-Wolfenbüttel (1671-1735) | Lodewijk Rudolf van Brunswijk-Wolfenbüttel (1671-1735) | Lodewijk Rudolf van Brunswijk-Wolfenbüttel (1671-1735)     | Lodewijk Rudolf van Brunswijk-Wolfenbüttel (1671-1735)     | Lodewijk Rudolf van Brunswijk-Wolfenbüttel (1671-1735)     | Lodewijk Rudolf van Brunswijk-Wolfenbüttel (1671-1735)     | Christine Luise van Öttingen (1671-1747)                   | Christine Luise van Öttingen (1671-1747)                   | Christine Luise van Öttingen (1671-1747) | Christine Luise van Öttingen (1671-1747) | Christine Luise van Öttingen (1671-1747) | Christine Luise van Öttingen (1671-1747) |  |  |  |  |  |  |  |  |  |  |  |  |  |  |  |  |  |  |  |  |  |  |  |  |  |  |  |  |  |  |  |  |  |  |  |  |  |  |  |  |  |  |  |  |  |  |  |  |
|                                     |                                     |                                     |                                     |                                       |                                       |                                       |                                       |                                         |                                         |                                            |                                            |                                            |                                            |                                            |                                            |                                             |                                             |                                             |                                             |                                              |                                              |                                              |                                              |                                              |                                              |                                           |                                           |                                           |                                           |                                      |                                      |                                      |                                      |                                        |                                        |                                        |                                        |                                           |                                           |                                             |                                             |                                                        |                                                        |                                                            |                                                            |                                                            |                                                            |                                                            |                                                            |                                          |                                          |                                          |                                          |  |  |  |  |  |  |  |  |  |  |  |  |  |  |  |  |  |  |  |  |  |  |  |  |  |  |  |  |  |  |  |  |  |  |  |  |  |  |  |  |  |  |  |  |  |  |  |  |
|                                     |                                     |                                     |                                     | Leopold I van Lotharingen (1679-1729) | Leopold I van Lotharingen (1679-1729) | Leopold I van Lotharingen (1679-1729) | Leopold I van Lotharingen (1679-1729) | Leopold I van Lotharingen (1679-1729)   | Leopold I van Lotharingen (1679-1729)   |                                            |                                            |                                            |                                            |                                            |                                            | Elisabeth Charlotte van Orléans (1676-1744) | Elisabeth Charlotte van Orléans (1676-1744) | Elisabeth Charlotte van Orléans (1676-1744) | Elisabeth Charlotte van Orléans (1676-1744) | Elisabeth Charlotte van Orléans (1676-1744)  | Elisabeth Charlotte van Orléans (1676-1744)  |                                              |                                              |                                              |                                              |                                           |                                           |                                           |                                           |                                      |                                      | Karel VI van Oostenrijk (1685-1740)  | Karel VI van Oostenrijk (1685-1740)  | Karel VI van Oostenrijk (1685-1740)    | Karel VI van Oostenrijk (1685-1740)    | Karel VI van Oostenrijk (1685-1740)    | Karel VI van Oostenrijk (1685-1740)    |                                           |                                           |                                             |                                             |                                                        |                                                        | Elisabeth Christine van Brunswijk-Wolfenbüttel (1691-1750) | Elisabeth Christine van Brunswijk-Wolfenbüttel (1691-1750) | Elisabeth Christine van Brunswijk-Wolfenbüttel (1691-1750) | Elisabeth Christine van Brunswijk-Wolfenbüttel (1691-1750) | Elisabeth Christine van Brunswijk-Wolfenbüttel (1691-1750) | Elisabeth Christine van Brunswijk-Wolfenbüttel (1691-1750) |                                          |                                          |                                          |                                          |  |  |  |  |  |  |  |  |  |  |  |  |  |  |  |  |  |  |  |  |  |  |  |  |  |  |  |  |  |  |  |  |  |  |  |  |  |  |  |  |  |  |  |  |  |  |  |  |
|                                     |                                     |                                     |                                     | Leopold I van Lotharingen (1679-1729) | Leopold I van Lotharingen (1679-1729) | Leopold I van Lotharingen (1679-1729) | Leopold I van Lotharingen (1679-1729) | Leopold I van Lotharingen (1679-1729)   | Leopold I van Lotharingen (1679-1729)   |                                            |                                            |                                            |                                            |                                            |                                            | Elisabeth Charlotte van Orléans (1676-1744) | Elisabeth Charlotte van Orléans (1676-1744) | Elisabeth Charlotte van Orléans (1676-1744) | Elisabeth Charlotte van Orléans (1676-1744) | Elisabeth Charlotte van Orléans (1676-1744)  | Elisabeth Charlotte van Orléans (1676-1744)  |                                              |                                              |                                              |                                              |                                           |                                           |                                           |                                           |                                      |                                      | Karel VI van Oostenrijk (1685-1740)  | Karel VI van Oostenrijk (1685-1740)  | Karel VI van Oostenrijk (1685-1740)    | Karel VI van Oostenrijk (1685-1740)    | Karel VI van Oostenrijk (1685-1740)    | Karel VI van Oostenrijk (1685-1740)    |                                           |                                           |                                             |                                             |                                                        |                                                        | Elisabeth Christine van Brunswijk-Wolfenbüttel (1691-1750) | Elisabeth Christine van Brunswijk-Wolfenbüttel (1691-1750) | Elisabeth Christine van Brunswijk-Wolfenbüttel (1691-1750) | Elisabeth Christine van Brunswijk-Wolfenbüttel (1691-1750) | Elisabeth Christine van Brunswijk-Wolfenbüttel (1691-1750) | Elisabeth Christine van Brunswijk-Wolfenbüttel (1691-1750) |                                          |                                          |                                          |                                          |  |  |  |  |  |  |  |  |  |  |  |  |  |  |  |  |  |  |  |  |  |  |  |  |  |  |  |  |  |  |  |  |  |  |  |  |  |  |  |  |  |  |  |  |  |  |  |  |
|                                     |                                     |                                     |                                     |                                       |                                       |                                       |                                       |                                         |                                         | Frans I Stefan van Lotharingen (1708–1765) | Frans I Stefan van Lotharingen (1708–1765) | Frans I Stefan van Lotharingen (1708–1765) | Frans I Stefan van Lotharingen (1708–1765) | Frans I Stefan van Lotharingen (1708–1765) | Frans I Stefan van Lotharingen (1708–1765) |                                             |                                             |                                             |                                             |                                              |                                              |                                              |                                              |                                              |                                              |                                           |                                           |                                           |                                           |                                      |                                      |                                      |                                      |                                        |                                        |                                        |                                        | Maria Theresia van Oostenrijk (1717-1780) | Maria Theresia van Oostenrijk (1717-1780) | Maria Theresia van Oostenrijk (1717-1780)   | Maria Theresia van Oostenrijk (1717-1780)   | Maria Theresia van Oostenrijk (1717-1780)              | Maria Theresia van Oostenrijk (1717-1780)              |                                                            |                                                            |                                                            |                                                            |                                                            |                                                            |                                          |                                          |                                          |                                          |  |  |  |  |  |  |  |  |  |  |  |  |  |  |  |  |  |  |  |  |  |  |  |  |  |  |  |  |  |  |  |  |  |  |  |  |  |  |  |  |  |  |  |  |  |  |  |  |
|                                     |                                     |                                     |                                     |                                       |                                       |                                       |                                       |                                         |                                         | Frans I Stefan van Lotharingen (1708–1765) | Frans I Stefan van Lotharingen (1708–1765) | Frans I Stefan van Lotharingen (1708–1765) | Frans I Stefan van Lotharingen (1708–1765) | Frans I Stefan van Lotharingen (1708–1765) | Frans I Stefan van Lotharingen (1708–1765) |                                             |                                             |                                             |                                             |                                              |                                              |                                              |                                              |                                              |                                              |                                           |                                           |                                           |                                           |                                      |                                      |                                      |                                      |                                        |                                        |                                        |                                        | Maria Theresia van Oostenrijk (1717-1780) | Maria Theresia van Oostenrijk (1717-1780) | Maria Theresia van Oostenrijk (1717-1780)   | Maria Theresia van Oostenrijk (1717-1780)   | Maria Theresia van Oostenrijk (1717-1780)              | Maria Theresia van Oostenrijk (1717-1780)              |                                                            |                                                            |                                                            |                                                            |                                                            |                                                            |                                          |                                          |                                          |                                          |  |  |  |  |  |  |  |  |  |  |  |  |  |  |  |  |  |  |  |  |  |  |  |  |  |  |  |  |  |  |  |  |  |  |  |  |  |  |  |  |  |  |  |  |  |  |  |  |
|                                     |                                     |                                     |                                     |                                       |                                       |                                       |                                       |                                         |                                         |                                            |                                            |                                            |                                            |                                            |                                            |                                             |                                             |                                             |                                             |                                              |                                              |                                              |                                              |                                              |                                              |                                           |                                           |                                           |                                           |                                      |                                      |                                      |                                      |                                        |                                        |                                        |                                        |                                           |                                           |                                             |                                             |                                                        |                                                        |                                                            |                                                            |                                                            |                                                            |                                                            |                                                            |                                          |                                          |                                          |                                          |  |  |  |  |  |  |  |  |  |  |  |  |  |  |  |  |  |  |  |  |  |  |  |  |  |  |  |  |  |  |  |  |  |  |  |  |  |  |  |  |  |  |  |  |  |  |  |  |
|                                     |                                     |                                     |                                     |                                       |                                       |                                       |                                       |                                         |                                         |                                            |                                            |                                            |                                            |                                            |                                            |                                             |                                             |                                             |                                             |                                              |                                              |                                              |                                              |                                              |                                              |                                           |                                           |                                           |                                           |                                      |                                      |                                      |                                      |                                        |                                        |                                        |                                        |                                           |                                           |                                             |                                             |                                                        |                                                        |                                                            |                                                            |                                                            |                                                            |                                                            |                                                            |                                          |                                          |                                          |                                          |  |  |  |  |  |  |  |  |  |  |  |  |  |  |  |  |  |  |  |  |  |  |  |  |  |  |  |  |  |  |  |  |  |  |  |  |  |  |  |  |  |  |  |  |  |  |  |  |
| Keizer Jozef II (1741-1790)         | Keizer Jozef II (1741-1790)         | Keizer Jozef II (1741-1790)         | Keizer Jozef II (1741-1790)         | Keizer Jozef II (1741-1790)           | Keizer Jozef II (1741-1790)           |                                       |                                       | Maria Amalia van Oostenrijk (1746-1804) | Maria Amalia van Oostenrijk (1746-1804) | Maria Amalia van Oostenrijk (1746-1804)    | Maria Amalia van Oostenrijk (1746-1804)    | Maria Amalia van Oostenrijk (1746-1804)    | Maria Amalia van Oostenrijk (1746-1804)    |                                            |                                            | Keizer Leopold II (1747-1792)               | Keizer Leopold II (1747-1792)               | Keizer Leopold II (1747-1792)               | Keizer Leopold II (1747-1792)               | Keizer Leopold II (1747-1792)                | Keizer Leopold II (1747-1792)                |                                              |                                              | Maria Carolina van Oostenrijk (1752-1814)    | Maria Carolina van Oostenrijk (1752-1814)    | Maria Carolina van Oostenrijk (1752-1814) | Maria Carolina van Oostenrijk (1752-1814) | Maria Carolina van Oostenrijk (1752-1814) | Maria Carolina van Oostenrijk (1752-1814) |                                      |                                      | Ferdinand van Oostenrijk (1754-1806) | Ferdinand van Oostenrijk (1754-1806) | Ferdinand van Oostenrijk (1754-1806)   | Ferdinand van Oostenrijk (1754-1806)   | Ferdinand van Oostenrijk (1754-1806)   | Ferdinand van Oostenrijk (1754-1806)   |                                           |                                           | Marie Antoinette van Oostenrijk (1755-1793) | Marie Antoinette van Oostenrijk (1755-1793) | Marie Antoinette van Oostenrijk (1755-1793)            | Marie Antoinette van Oostenrijk (1755-1793)            | Marie Antoinette van Oostenrijk (1755-1793)                | Marie Antoinette van Oostenrijk (1755-1793)                |                                                            |                                                            | 8 zusters en 2 broers                                      | 8 zusters en 2 broers                                      | 8 zusters en 2 broers                    | 8 zusters en 2 broers                    | 8 zusters en 2 broers                    | 8 zusters en 2 broers                    |  |  |  |  |  |  |  |  |  |  |  |  |  |  |  |  |  |  |  |  |  |  |  |  |  |  |  |  |  |  |  |  |  |  |  |  |  |  |  |  |  |  |  |  |  |  |  |  |